# Caroline Søeborg Ahlefeldt-Laurvig-Bille
Caroline Søeborg Ahlefeldt-Laurvig-Bille – (døbt Caroline Søeborg Ohlsen) – (født 8. juni 1968 i Esbjerg) er et dansk professionelt bestyrelsemedlem, entreprenør og foredragsholder.
Hendes forældre er pianist og hørelærepædagog Anette Faaborg og cellist Bertel Søeborg Ohlsen. Den 26. august 2006 blev hun gift med greve Michael Ahlefeldt-Laurvig-Bille fra Egeskov Slot. I 2016 blev parret skilt.

## Karriere
Hun er uddannet bachelor i informationsvidenskab og har en MBA fra Handelshøjskolen i København.
I 1992 stiftede hun MouseHouse, Danmarks første internetbureau, og året efter designuddannelsen, Space Invaders. Jan Carlzons svenske Cell Network købte i 1999 MouseHouse af Caroline og medarbejderne.
I 2002 modtog hun Alt for Damernes Kvindepris med begrundelsen, at "hun er en fantastisk rollemodel, en usædvanlig kvinde med mod til at skabe – virksomheder, arbejdspladser, ånd, energi – og med mod til at vove sig selv."
I januar 2008 blev hun af FDB indvalgt som bestyrelsesmedlem i Coop Danmark A/S.

## Fodnoter
1. ↑  Kendt dansk grevepar skal skilles efter 10 års ægteskab, Kim Kastrup, Ekstra Bladet 27. september 2016
2. ↑  "Caroline Søeborg Ahlefeldt". kvinfo.dk. 18. marts 2015. Hentet 18. februar 2018.
3. ↑  Ekstrabladet 6. januar 2008